# Charlie Wurz
Charlie Wurz (Monte Carlo, 12 de março de 2002) é um automobilista austríaco-britânico, nascido em Mônaco, que atualmente disputa o Campeonato de Fórmula 3 da FIA pela equipe Trident. Ele é filho do ex-piloto de Fórmula 1 Alexander Wurz.

## Carreira

### Fórmula Regional
No início de 2023, Wurz participou do Campeonato de Fórmula Regional da Oceania, na [[Nova Zelândia], pilotando pela M2 Competition.
Wurz confirmou em janeiro que competiria no Campeonato de Fórmula Regional Europeia durante a temporada de 2023.

### Grande Prêmio de Macau
Em 2023, Wurz participou da edição final da Copa do Mundo de Fórmula 3 da FIA em Macau com a equipe Jenzer Motorsport.

### Fórmula 3
Em outubro de 2023, Wurz se juntou a equipe Jenzer Motorsport para os testes de pós-temporada do Campeonato de Fórmula 3 da FIA em Jerez. Wurz foi posteriormente confirmado para se juntar à equipe suíça para a temporada da Fórmula 3 de 2024, ao lado de Max Esterson e Matías Zagazeta.
Permanecendo na Fórmula 3 para uma segunda temporada, Wurz mudou para a Trident para a temporada de 2025.